# Scandalous (Mis-Teeq)
Scandalous è il primo singolo ad essere estratto dal secondo album delle Mis-Teeq Eye Candy. Pubblicato nel 2003, la canzone ottiene un enorme successo nel Regno Unito, in Australia ed in gran parte dell'Europa. Nel 2004, la canzone viene scelta per il debutto delle Mis-Teeq negli Stati Uniti, dove riesce a raggiungere la posizione #35 della Billboard Hot 100. La canzone è stata anche utilizzata nelle pubblicità televisive di "Armani Code" di Giorgio Armani.
È presente nella colonna sonora di Catwoman e Grand Theft Auto V.

## Tracce
CD Singolo internazionale
1. "Scandalous" (radio mix)
2. "Scandalous" (Oracle remix)
3. "Scandalous" (Jazzwad remix)
4. "Scandalous" (Blacksmith radio remix)
5. "Scandalous" (video)

CD Promo USA
1. "Scandalous" (single version)
2. "Scandalous" (Blacksmith radio remix)

CD Singolo USA
1. "Scandalous" (single version)
2. "Scandalous" (Blacksmith radio remix)
3. "Scandalous" (Jazzwad remix)
4. "Scandalous" (Rudeness vocal remix)
5. "Scandalous" (Blue Dress mix)

## Classifiche
| Chart                     | Position |
| ------------------------- | -------- |
| U.S. Billboard Hot 100    | 35       |
| Australian Singles Chart  | 9        |
| New Zealand Singles Chart | 4        |
| UK Singles Chart          | 2        |
| Irish Singles Chart       | 3        |
| Italian Singles Chart     | 33       |
| Greece Singles Chart      | 11       |
| French Singles Chart      | 27       |
| Belgium Singles Chart     | 19       |
| German Singles Chart      | 59       |
| Swiss Singles Chart       | 35       |
| Danish Singles Chart      | 9        |
| Swedish Singles Chart     | 35       |
| Finnish Singles Chart     | 19       |